# 雅德薇加·雅蓋隆卡 (1457-1502)
雅德薇加·雅蓋隆卡（波蘭語：Jadwiga Jagiellonka，1457年9月21日—1502年2月18日），巴伐利亞公爵夫人，波蘭國王卡齊米日四世的女兒。

## 家庭
1475年，雅德薇加與巴伐利亞公爵格奧爾格結婚，兩人共有1子2女：
1. 路德維希（1476年—1496年），早逝
2. 伊莉莎白（英语：Elisabeth of Bavaria (1478–1504)）（1478年—1504年）
3. 瑪格麗特（1480年—1531年）